# Micropterix calthella
Micropterix calthella — вид лускокрилих комах родини Первісні зубасті молі (Micropterigidae).

## Поширення
Вид поширений у Європі та Сибіру.

## Опис
Довжина переднього крила 4,6 мм, розмах крил — 8-10 мм . Крила темно-бронзового забарвлення, основа крил та бахрома — фіолетові. Як і всі представники родини, володіє функціональними щелепами.

## Спосіб життя
Імаго живиться пилком на квітах клена, горлянки, калюжниці, жерухи, осоки, глоду, переліски та жовтця.